# Pacific Palisades

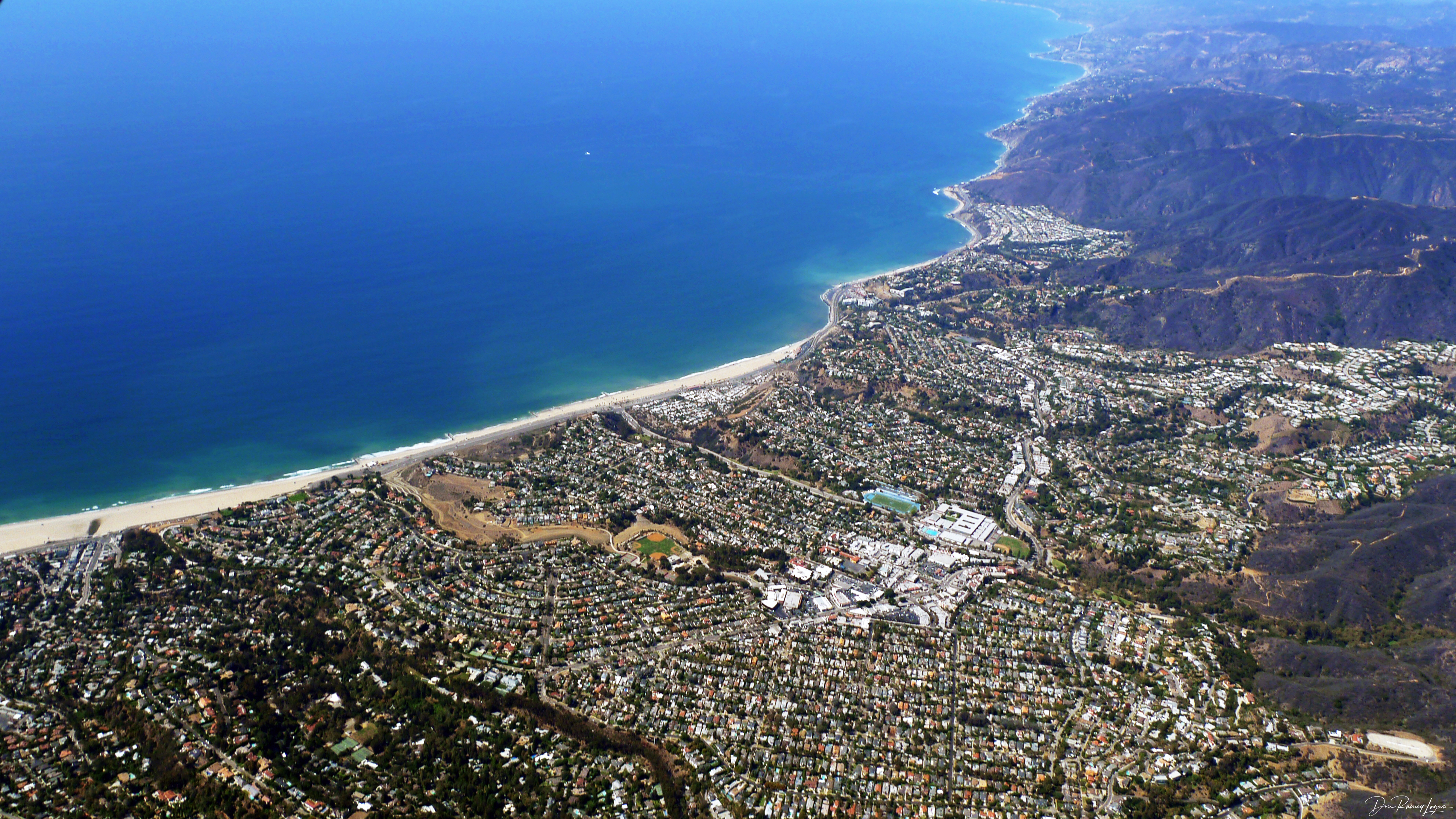
Pacific Palisades y la playa Will Rogers State

Pacific Palisades es una comunidad integrada en la ciudad de Los Ángeles, California (Estados Unidos). Enclavada en su extremo centro-occidental, es un vecindario altamente privilegiado por su situación junto al océano Pacífico y las montañas de Malibú en su extremo sur, así como por su proximidad relativa a los lugares más céntricos y con mayor oferta de ocio y trabajo de toda el área de Los Ángeles.
Pacific Palisades se localiza equidistante a escasos 20 minutos tanto del centro de Los Ángeles, como de los famosos vecindarios y ciudades de Bel Air, Beverly Hills, West Los Angeles y Hollywood. Su ubicación en un área geográfica de lujo propicia la primacía de raza blanca y de alto nivel adquisitivo en el vecindario, convirtiéndose junto a Beverly Hills y Bel Air en los lugares más caros e inaccesibles de Los Ángeles y probablemente de todo Estados Unidos.
En esta zona se halla la llamada Getty Villa, mansión de estilo pompeyano que el magnate Jean Paul Getty aportó para la fundación del Museo J. Paul Getty. Actualmente este centro alberga las colecciones de arte griego y romano del museo, mientras el resto se alberga en el Getty Center de Los Ángeles.
El Riviera Country Club de Pacific Palisades es sede del Abierto de Los Ángeles, un torneo de golf del PGA Tour.

## Educación

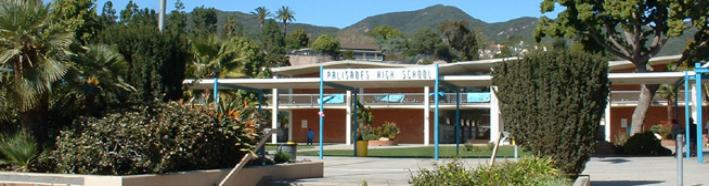
Escuela Preparatoria Palisades Charter

El Distrito Escolar Unificado de Los Ángeles presta cobertura educativa en Pacific Palisades. Las escuelas primarias son la Primaria Canyon, la Primaria Pacific Palisades, y la Primaria Márquez. La Escuela Media Charter Paul Revere en Brentwood y la Escuela Preparatoria Palisades Charter ofrecen sus servicios en Pacific Palisades.
La Biblioteca Pública de Los Ángeles gestiona la Biblioteca Sucursal Palisades.